# Eulithis eminens
Eulithis eminens är en fjärilsart som beskrevs av Louis Beethoven Prout 1937. Eulithis eminens ingår i släktet Eulithis och familjen mätare. Inga underarter finns listade i Catalogue of Life.